# Grammy Legend Award

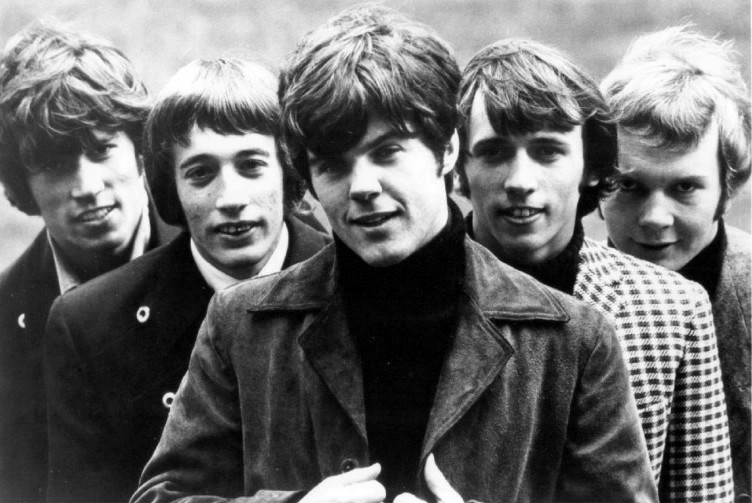
"Bee Gees" - zwycięzcy Grammy Legend Award z 2003 roku.

Nagroda Grammy w kategorii Grammy Legend Award przyznawana jest od 1990 roku. Przyznawana jest artystom, którzy mieli znaczący wpływ na światową scenę muzyczną.
Następujący artyści zostali wyróżnieni nagrodą Grammy w kategorii Grammy Legend Award w następujących latach:
| 2003: Bee Gees            |
| 1999: Elton John          |
| 1998: Luciano Pavarotti   |
| 1994: Frank Sinatra       |
| 1994: Curtis Mayfield     |
| 1993: Michael Jackson     |
| 1992: Barbra Streisand    |
| 1991: Quincy Jones        |
| 1991: Billy Joel          |
| 1991: Aretha Franklin     |
| 1991: Johnny Cash         |
| 1990: Andrew Lloyd Webber |
| 1990: Smokey Robinson     |
| 1990: Willie Nelson       |
| 1990: Liza Minnelli       |